# Mary Griffith
Mary Griffith   (13 d'octubre de 1934 - Walnut Creek, 7 de febrer de 2020) va ser una activista pels drets dels gais, ja que el seu fill Bobby es va suïcidar per intolerància religiosa. És una força important en la lluita pels drets humans. El 6 de desembre de 1995 va declarar davant els membres del Congrés dels Estats Units.
La seva història va ser adaptada al llibre de Leroy F. Aarons publicat per HarperCollins el 1995: Prayers for Bobby: A Mother's Coming to Terms with the suicide of her Gay Son, després a la pel·lícula de TV Prayers for Bobby (2008). El seu paper va ser interpretat per Sigourney Weaver.